# Chloe (nombre)
Chloe (también estilizado como Chloë, Chloé, Cloe o Cloi) es un nombre femenino, cuyo significado es "floreciente" o "fertilidad". Ha sido un nombre muy popular en Reino Unido desde 1990, llegando a la cima de su popularidad en esa y la primera década del siglo XXI. El nombre viene del griego, khlóē, uno de los muchos nombres de la diosa Demeter y se refiere al follaje joven y verde. El nombre aparece en el Nuevo Testamento, en Corintios 1:11 en el contexto de "la casa de Chloe".

## Popularidad
En Irlanda del Norte, Chloe fue el nombre más popular entre 1997 y 2002, seguido de Emma en 2003. Fue uno de los nombres más populares en Reino Unido desde 1995 a 2002. En 2013, fue el cuarto nombre más popular para bebés en Australia.

## Personas
- Chloë Agnew (1989), cantante irlandesa y miembro más joven de Celtic Woman
- Chloe Alper (1981), cantante británico y bajista de la banda Pure Reason Revolution
- Chloë Annett (1971), actriz británica
- Chloe Ashcroft (1942), presentadora de televisión británica
- Chloe (1971), actriz pornográfica estadounidense
- Chloe Bailey (1998), cantante de R&B y miembro del duo Chloe x Halle
- Chloe Bennet (1992), cantante y actriz china-estadounidense
- Chloe Bridges (1991), actriz, cantante y pianista estadounidense
- Chloe Hooper (1973), escritora australiana
- Chlöe Howl (1995), cantautora británica
- Chloe Jones (1975–2005), modelo y actriz pornográfica estadounidense
- Khloé Kardashian, estrella de telerrealidad estadounidense
- Chloe Rose Lattanzi (1986), actroz y cantante estadounidense
- Chloe Lukasiak (2001), actriz y cantante estadounidense
- Chloe Lang (2001), actriz, cantante y bailarina estadounidense
- Chloe Marshall (1991), modelo de tallas grandes británica
- Chloë Grace Moretz (1997), actriz estadounidense
- Chloe Ann O'Neil (1943), abogada estadounidense
- Chloë Sevigny (1974), actriz estadounidense
- Chloe Sutton (1992), nadadora estadounidense
- Chloe Webb (1956), actriz estadounidense
- Chloé Graftiaux (1987–2010), deportista belga
- Chloé Georges (1980), acróbata francesa
- Chloe Ardelia Wofford, nombre de nacimiento de Toni Morrison (1931), escritora estadounidense

## Personajes ficticios
- Chloe, un chihuahua en la película Beverly Hills Chihuahua
- Cloe, un personaje de la obea de teatro Dafnis y Cloe del novelista griego Longo
- Chloe, la heroína del poema La Fábula de las abejas de Bernard Mandeville
- Chloe, del anime Noir
- Chloe, de la ópero Orfeo en los infiernos de Jacques Offenbach
- Chloe, en la ópera cómica Princess Ida de Gilbert y Sullivan
- Chloe, en la canción de Mozart, "An Chloe"
- Chloe, en la película erótica de 2009, Chloe
- Chloe, fictional character from the TV series La tribu
- Chloe, personaje de Don't Trust the B---- in Apartment 23
- Chloe, personaje de Por 13 razones
- Tía Chloe, en la novela La cabaña del tío Tom de Harriet Beecher Stowe;
- Chloe Armstrong, en la serie Stargate Universe
- Chloe Beale, de la franquicia de películas, Pitch Perfect
- Chloe Brennan, en la telenovela One Life to Live
- Chloe Cammeniti, en la telenovela australiana Neighbours
- Chloe Carmichael, personaje de Los padrinos mágicos
- Chloe Carter, personaje de Harper's Island
- Chlo Charles, personaje de la serie Waterloo Road
- Chloe Corbin, del programa Chloe's Closet
- Chloe Decker, en la serie de televisión Lucifer
- Chloe Flan, personaje de Sabrina: la serie animada
- Chloe Frazer, de la franquicia de videojuegos Uncharted
- Chloe James, de Dog With a Blog
- Chloe Jones, personaje de la serie de televisión A Country Practice;
- Chloe King, personaje de la serie de televisiòn The Nine Lives of Chloe King
- Chloe Mitchell, personaje de la serie The Young and the Restless
- Chloe O'Brian, en la serie de televisión 24
- Chloe Payne, personaje de la serie se televisión Mercy
- Chloe Park, personaje de la serie de televisión We Bare Bears
- Chloe Pig, personaje de la serie Peppa Pig
- Chloe Price, personaje del videojuego Life Is Strange
- Chloe Richards, de la telenovela australiana Home and Away
- Chloe Simon, en la película de Disney, 102 Dalmatians
- Chloe Steele, personaje de la serie de televisión Left Behind
- Chloe Stilton, personaje de la serie de televisión Horseland
- Chloe Sullivan, personaje de la serie de televisión Smallville
- Chloe Talbot, un personaje de la serie The Simpsons
- Lucky Chloe, un personaje del videojuego Tekken